# Calvarieberg (Amstel)
Deze Calvarieberg uit 1525-49 is een kopie naar een verloren werk van Jan van Amstel (ca. 1500-1540). Het Koninklijk Museum voor Schone Kunsten Antwerpen verwierf het paneel van 28 bij 38 cm dankzij het legaat van ridder Florent van Ertborn.
Het werk werd aanvankelijk (1849) toegeschreven aan Pieter Aertsen (ca. 1508-1575). Ook Frans Floris en Gillis Mostaert I zijn mogelijke schilders.

## Beschrijving
Op de voorgrond van deze Calvarieberg staan en zitten treurende discipelen en heilige vrouwen. Achteraan de voorstelling is de gekruisigde Christus tussen de dieven zichtbaar. De kruisen steken zich af tegen een landschap dat bedreigd wordt door donkere wolken. In de verte is Jeruzalem te zien. Aan de voet van het kruis staan soldaten, ruiters en toeschouwers.
Op de recto-zijde van het werk, midden bovenaan, is een signatuur in kapitaal te zien: I.N.R.I. Dat kan vertaald worden als I(esus) N(azarenus) R(ex) I(udaeorum), oftewel Jezus, de Nazoreeër, de koning van de Joden.